# 呑竜
呑竜（どんりゅう、弘治2年4月25日（1556年6月2日） - 元和9年8月9日（1623年9月3日））は、戦国時代から江戸時代前期にかけての浄土宗の僧。字は故信、源蓮社然誉。武蔵国埼玉郡一ノ割村の生まれ。

## 概要
岩槻城主太田資正の家臣・井上信貞の子。14歳の時に故郷の林西寺の岌弁（きゅうべん）に師事して出家し、その後江戸芝増上寺で修学した。やがて、武蔵国多摩郡八王子にある大善寺（浄土宗関東十八檀林の1つ）の3世となり浄土宗檀林（浄土宗僧侶の養成所）の基礎固めを行った。1613年（慶長18年）徳川家康の命により上野国太田に大光院が建立され、呑竜はその開山となった。1616年（元和2年）、孝心のため国禁を犯した子をかくまい幕府から譴責されたが、5年後の1621年（元和7年）に赦免された。このことから、子育て呑竜の異名で呼ばれるようになった。